# Araneus tinikdikitus
Araneus tinikdikitus este o specie de păianjeni din genul Araneus, familia Araneidae, descrisă de Alberto Barrion și Litsinger, 1995.
Este endemică în Filipine. Conform Catalogue of Life specia Araneus tinikdikitus nu are subspecii cunoscute.